# 93.ª Brigada Mecanizada Independiente (Ucrania)
La 93.ª Brigada Mecanizada Independiente «Jolodny Yar» (en ucraniano: 93-тя окрема механізована бригада «Холодний Яр») es una unidad militar de las Fuerzas Terrestres de Ucrania.
En octubre de 2022, el corresponsal militar estadounidense David Axe describió a la brigada como «una de las más brutalmente efectivas» de las brigadas de primera línea de Ucrania.

## Historia

### Precursores
La historia de la brigada se remonta a la 93.ª División de Fusileros de la Guardia del Ejército Rojo de la Unión Soviética, formada en Valuki en abril de 1943 a partir de la 13.ª Brigada de la Guardia y la 92.ª Brigada de Fusileros. La división luchó en Kursk, Járkov, Budapest y Praga, y estaba sirviendo con el 53.er Ejército del Segundo Frente Ucraniano en mayo de 1945. Después de un período como 35.ª División Mecanizada de la Guardia y luego como 35.ª División de Fusileros Motorizados de la Guardia de 1957 a 1965, la división fue redesignada como 93.ª División de Fusileros Motorizados de la Guardia en 1965. Sirvió con el Grupo de Fuerzas del Sur en Hungría durante los últimos años de la Guerra Fría. y después de la caída del Muro de Berlín se retiró a Ucrania desde octubre de 1990 hasta enero de 1991.

### La unidad actual
Allí pasó a formar parte de las Fuerzas Armadas de Ucrania. En el Decreto 925/96, el coronel Anatoly Savatiovich Pushnyakov, comandante de la 93.ª División Mecanizada del 6.º Cuerpo de Ejército, Comando Operativo Sur, Fuerzas Terrestres de Ucrania, fue ascendido a mayor general.
La división parece haber sido redesignada como brigada en algún momento posterior a 1996 o durante 1999.
A lo largo de 1999, la '93.a División de Fusileros Motorizados' llevó a cabo una serie de intercambios entre unidades pequeñas y oficiales de estado mayor con la 40.ª División de Infantería de la Guardia Nacional del Ejército de California.
El 10 de diciembre de 2007, la Brigada recibió su Bandera por orden del entonces presidente de Ucrania, Víktor Yúshchenko.
La brigada luchó en la guerra del Dombás, defendiendo el Aeropuerto Internacional de Donetsk durante la segunda batalla del Aeropuerto Internacional de Donetsk junto a la 95.ª Brigada Aeromóvil.
El 18 de noviembre de 2015, sus honoríficos «Dos veces órdenes de bandera roja de Suvorov y Kutuzov» fueron eliminados como parte de una eliminación de los premios y galardones honoríficos soviéticos en todas las Fuerzas Armadas de Ucrania, pero no su honor de la batalla de Járkov, otorgado como resultado de su participación en la operación ofensiva Belgorod-Járkov de 1943. El 22 de agosto de 2016, también se eliminó su título de Guardias.
En honor al centenario de la Guerra de Independencia de Ucrania, la brigada recibió su segundo título honorífico, Jolodny Yar (Jolodny Yar es un bosque que a su vez sirvió como nombre honorífico para un estado autoproclamado partidista pro ucraniano que existió desde 1919 hasta 1922: República de Jolodnoyarsk), en 2018, y por lo tanto su honor de batalla de Járkov se eliminó oficialmente del título completo de la unidad.  También recibió un nuevo color el comando de brigada que difiere del color granate que recibió en 2007.

### Participación en misiones de mantenimiento de la paz
En la historia reciente de las Fuerzas Armadas de Ucrania, la 93.ª División se convirtió en la primera unidad básica para entrenar a las primeras unidades de las fuerzas de mantenimiento de la paz. El 108.° centro de entrenamiento para el mantenimiento de la paz se estableció sobre la base del 112.° Regimiento de Fusileros Motorizados de la división. Aquí se formaron 15 rotaciones del 240.º batallón, que realizaba funciones de mantenimiento de la paz en la ex Yugoslavia. También sobre la base del 3.er Batallón Mecanizado, se formó el 71er Batallón Mecanizado Independiente para ser incluido en la 7.ª Brigada Mecanizada Independiente, que llevó a cabo la misión de mantenimiento de la paz en Irak en 2004-2005, pero se disolvió al final del entrenamiento debido a la decisión de reducir el contingente, una pequeña parte de su personal fue enviado a reponer el 73.º Batallón. Los soldados también prestaron servicio en operaciones de mantenimiento de la paz en Sierra Leona, Liberia y Líbano.

### Guerra ruso-ucraniana

#### Guerra del Dombás
La brigada se desplegó en la guerra de Dombás contra el ejército ruso y sus fuerzas rebeldes prorrusas. La unidad luchó en el frente desde 2014 hasta 2016 antes de ser retirada en marzo de 2016. Durante este período, 138 soldados murieron en acción, más de 1000 resultaron heridos y 9 soldados fueron retenidos como prisioneros de guerra.
La brigada participó en las batallas de Ilovaisk y Avdíivka, así como en las defensas del aeropuerto de Donetsk, Marinka y Pisky. La directora ucraniana Lidia Guzhva ha realizado un documental 93: Batalla por Ucrania sobre el papel de la brigada en la guerra, construido principalmente a partir de videos realizados por los propios miembros de la brigada, así como entrevistas con miembros de la brigada.

#### Invasión rusa de Ucrania
Durante la invasión rusa de Ucrania en 2022, la brigada destruyó la 4.ª División de Tanques de la Guardia de élite de la Federación Rusa en la batalla de Trostianets después de que se hubiera sobrecargado y desabastecido debido a la resistencia partisana en su área de operaciones.
En septiembre de 2022, la brigada participó en la contraofensiva del óblast de Járkov, moviéndose específicamente hacia el eje Izium contra el vulnerable flanco izquierdo del Grupo Operativo de Fuerzas Rusas Izium. El Ministerio de Defensa de Rusia anunció que las fuerzas rusas en la región de Izium fueron «retiradas» para reforzar el Dombás . Después de esto, el alcalde de la ciudad, Valeriy Marchenko, afirmó durante una entrevista el 10 de septiembre que «Izium fue liberado hoy».
En octubre de 2022, la brigada encabezó una contraofensiva ucraniana exitosa durante la batalla de Bajmut, retomando las fábricas del norte de las afueras de la ciudad.
Tras 9 meses en Bajmut desde el 11 de agosto de 2022, la Brigada fue movilizada hacia el sur de Donetsk durante la fase preparatoria de la contraofensiva ucraniana de 2023. Tras apenas un pequeño avance, debieron repeler el contrataque de la 60.ª Brigada de Fusileros Motorizados Independiente 5 kilómetros al sur de Donetsk.
En mayo de 2024 la Brigada fue desplegada en la batalla de Chásiv Yar. En julio se asignó el Batallón Alcatraz, un batallón penal, para unirse a la 93.ª Brigada.

## Estructura Actual
La brigada tiene actualmente su base en Pokrovsk.
- 93a Brigada Mecanizada , Cherkaske

- Compañía del Cuartel general
- 1.er Batallón Mecanizado
- 2.º Batallón Mecanizado
- 3.er Batallón Mecanizado
- Batallón de tanques
- 20.º Batallón de Infantería Motorizada " Dnipro "
- Grupo de artillería de brigada
- Cuartel general y batería de adquisición de objetivos
- Batallón de artillería autopropulsada ( 2S3 Akatsiya )
- Batallón de artillería autopropulsada ( 2S1 Gvozdika )
- Batallón de artillería de cohetes ( BM-21 Grad )
- Batallón de Artillería Antitanque ( MT-12 Rapira )
- Batallón de Artillería de Misiles Antiaéreos
- Batallón de ingenieros
- Batallón de mantenimiento
- Batallón Logístico
- Compañía de reconocimiento
- Compañía de francotiradores
- Compañía de guerra electrónica
- Compañía de señales
- Compañía de radar
- Compañía de Defensa Nuclear, Radiológica, Biológica y Química
- Compañía Médica
- Banda militar

## Aniversario
Hasta 2018 inclusive, la brigada celebraba los aniversarios el 10 de mayo. Este día era considerado anteriormente como el día de creación de la brigada.
Desde 2018, se considera aniversario el 22 de agosto, día en que la brigada recibió el nombre honorífico «Jolodny Yar» por Decreto Presidencial N.º 232/2018 y se presentó una nueva bandera de batalla.

## Simbología
El 22 de enero de 2018, Roman Donik anunció su intención de dar a la brigada el nombre honorífico de «Jolodny Yar», en honor a la gloriosa zona histórica con una larga historia militar.
Asimismo, como parte de la actualización de los símbolos de la brigada, se decidió cambiar el himno de la unidad militar. La letra de la nueva canción fue escrita por un soldado del servicio de prensa de la 93.ª OMBr, el sargento menor Vlad "Zmiy" Sord, y Serhii Vasylyuk, líder de la banda ucraniana "Sombra del Sol", escribió la música y le puso el poema de Stafiychuk.
El 10 de mayo de 2018, en las celebraciones por el día de la unidad militar, la brigada recibió y consagró un estandarte honorífico con el nuevo nombre honorífico «Jolodny Yar». Este es el segundo caso en la historia de las Fuerzas Armadas de Ucrania, después de la brigada mecanizada 24, cuando la brigada recibe una bandera honoraria (motivacional) además de la bandera oficial de batalla.
En julio de 2018, se anunció que se desarrollarían cuchillos galardonados con la insignia de la brigada para soldados distinguidos.
Por Decreto del Presidente de Ucrania del 22 de agosto de 2018, n.º 232/2018, la brigada recibió el nombre honorífico de «Jolodny Yar». Antes de eso, la brigada tenía el nombre honorífico de "Kharkivska".
El 24 de agosto de 2018, antes del inicio del desfile militar en honor al 27 aniversario de la Independencia de Ucrania, el comandante de la 93.ª Brigada Mecanizada Separada «Jolodny Yar», el coronel Vladyslav Klochkov, recibió de manos una nueva bandera de batalla. del presidente de Ucrania, Petro Poroshenko.
El 23 de febrero de 2019, el Jefe del Estado Mayor General de las Fuerzas Armadas de Ucrania, Viktor Muzhenko, aprobó oficialmente el nuevo emblema de la brigada.
El 6 de mayo de 2022, la brigada recibió el premio honorífico «Por el Honor y el Valor».